# 茨木郵便局
茨木郵便局（いばらきゆうびんきょく）は、大阪府茨木市にある郵便局。民営化前の分類では集配普通郵便局であった。

## 概要
住所：〒567-0034 大阪府茨木市中穂積1-1-40

### 併設施設
- ゆうちょ銀行茨木店（大阪支店茨木出張所）：取扱店番号410060

## 沿革
- 1873年（明治6年）6月1日 - 茨木郵便取扱所として開設[1]。
- 1875年（明治8年）1月1日 - 茨木郵便局（五等）となる[1]。
- 1885年（明治18年）5月1日 - 為替・貯金取扱を開始[1]。
- 1901年（明治34年）1月26日 - 茨木郵便電信局となる[1]。
- 1903年（明治36年）4月1日 - 通信官署官制の施行に伴い茨木郵便局となる[1]。
- 1948年（昭和23年）11月1日 - 富田郵便局[2]から集配業務の一部[3]を移管[4]。
- 1949年（昭和24年）5月1日 - 福井郵便局[5]から集配業務を移管。
- 1950年（昭和25年）9月30日 - 茨木市大字茨木から同市大字下中條に移転[6]。
- 1989年（平成元年）4月 - 現在地に移転。
- 1993年（平成5年）7月1日 - 外国通貨の両替および旅行小切手の売買に関する業務取扱を開始。
- 2007年（平成19年）
  - 3月5日 - 大岩郵便局（〒568-8799→〒568-0091）から集配業務を移管[7]。
  - 10月1日 - 民営化に伴い、併設された郵便事業茨木支店、ゆうちょ銀行茨木店に一部業務を移管。
- 2012年（平成24年）10月1日 - 日本郵便株式会社発足に伴い、郵便事業茨木支店を茨木郵便局に統合。

## 取扱内容

### 茨木郵便局
- 郵便、印紙、ゆうパック、内容証明
- 生命保険、バイク自賠責保険、自動車保険、がん保険、引受条件緩和型医療保険
- 茨木市内（〒567-00xx、〒567-08xx、〒568-00xxの地域）の集配業務
- ゆうゆう窓口

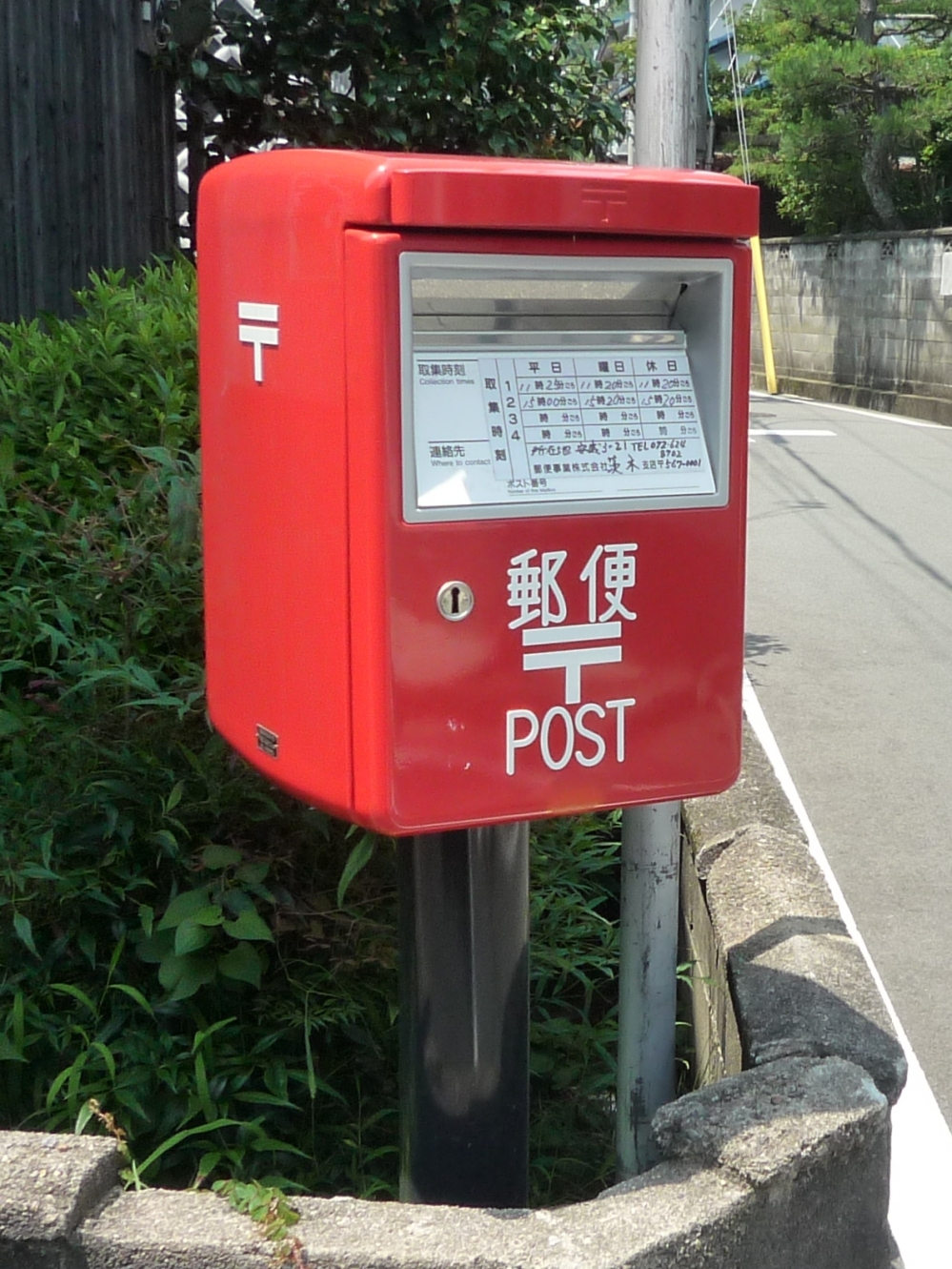
茨木郵便局が収集するポスト

### ゆうちょ銀行茨木店
- 貯金、貸付、為替、振替、振込、国際送金、外貨両替、国債、投資信託、変額年金保険
- ATM

## 周辺
- 茨木警察署
- 茨木市立春日丘小学校
- イオンモール茨木

## アクセス
- JR東海道本線（JR京都線） 茨木駅（西口）から徒歩約8分
- 大阪モノレール 宇野辺駅から徒歩約20分
- 阪急バス、近鉄バス 中穂積一丁目停留所下車
- 名神高速道路 吹田ICから北東に約1.5km
- 駐車場あり：11台